# Alain Guichardet
Alain Guichardet é um matemático francês.
Guichardet obteve um doutorado em 1962 na Sorbonne, orientado por Jacques Dixmier, com a tese Charactères des algèbres de Banach involutives. Foi professor na Universidade de Poitiers e da École Polytechnique.

## Obras
- Symmetric Hilbert Space and related topics: infinitely divisible positive definite functions, continuous products and tensor products, Gaussian and Poissonian stochastic processes, Springer, Lecture Notes in Mathematics 261, 1972
- com A. Wulfsohn Sur les produits tensoriels continus des espaces hilbertiens, J. Functional Analysis, 2, 1968, 371-377
- Leçons sur certaines algèbres topologiques : algèbres de von Neumann, algèbres topologiques et fonctions holomorphes, algèbres de Banach commutatives, Gordon and Breach 1967
- Groupes quantiques--Introduction au point de vue formel, EDP Sciences 1995
- Cohomologie des groupes topologiques et des algèbres de Lie, Paris: F. Nathan 1980
- Le problème de Kepler. Histoire et thèorie, Edition Ecole Polytechnique, 2012 (Mecânica Celeste)
- Tensor products of C*-algebras, Aarhus University Lecture Notes, Volume 12 (1969)